# Mistrovství světa v ledním hokeji žen do 18 let 2011
Mistrovství světa v ledním hokeji žen do 18 let 2011 se konalo od 1. do 8. ledna 2011 ve Švédsku ve městě Stockholm.

## Hrací formát turnaje
8 účastníků turnaje bylo rozděleno do dvou základních skupin, kde se střetli systémem každý s každým. První týmy obou skupin postupovaly přímo do semifinále playoff. Celky na druhých a třetích místech postupovaly do čtvrtfinále. Poslední týmy obou skupin hrály sérii o udržení na dva vítězné zápasy.

## Skupiny
|  | Postup do semifinále  |
|  | Postup do čtvrtfinále |
|  | Boj o udržení         |

### Skupina A
| Tým       | Z | V | VP | PP | P | VG | IG | +/- | B |
| --------- | - | - | -- | -- | - | -- | -- | --- | - |
| Kanada    | 3 | 3 | 0  | 0  | 0 | 23 | 2  | +21 | 9 |
| Německo   | 3 | 2 | 0  | 0  | 1 | 6  | 10 | −4  | 6 |
| Finsko    | 3 | 1 | 0  | 0  | 2 | 4  | 8  | −4  | 3 |
| Švýcarsko | 3 | 0 | 0  | 0  | 3 | 4  | 17 | −13 | 0 |

| 1. ledna 2011 15:00 | Kanada | 9–1 (2–0, 3–1, 4–0) | Švýcarsko | Husby Ishall Návštěvnost: 122 |  |

| Report |        |        |        |
| 10 min | 10 min | Tresty | 10 min |
| 59     | 59     | Střely | 25     |

| 1. ledna 2011 18:30 | Německo | 1–0 (0–0, 1–0, 0–0) | Finsko | Husby Ishall Návštěvnost: 61 |  |

| Report |        |        |        |
| 10 min | 10 min | Tresty | 33 min |
| 24     | 24     | Střely | 28     |

| 2. ledna 2011 15:00 | Německo | 4–2 (3–0, 0–0, 1–2) | Švýcarsko | Husby Ishall Návštěvnost: 104 |  |

| Report |       |        |        |
| 8 min  | 8 min | Tresty | 10 min |
| 22     | 22    | Střely | 32     |

| 2. ledna 2011 18:30 | Finsko | 0–6 (0–2, 0–2, 0–2) | Kanada | Husby Ishall Návštěvnost: 166 |  |

| Report |        |        |       |
| 22 min | 22 min | Tresty | 6 min |
| 10     | 10     | Střely | 59    |

| 4. ledna 2011 15:00 | Švýcarsko | 1–4 (1–2, 0–0, 0–2) | Finsko | Husby Ishall Návštěvnost: 93 |  |

| Report |        |        |        |
| 16 min | 16 min | Tresty | 22 min |
| 27     | 27     | Střely | 42     |

| 4. ledna 2011 18:30 | Kanada | 8–1 (1–0, 4–0, 3–1) | Německo | Husby Ishall Návštěvnost: 117 |  |

| Report |        |        |        |
| 12 min | 12 min | Tresty | 22 min |
| 75     | 75     | Střely | 12     |

### Skupina B
| Tým      | Z | V | VP | PP | P | VG | IG | +/- | B |
| -------- | - | - | -- | -- | - | -- | -- | --- | - |
| USA      | 3 | 3 | 0  | 0  | 0 | 28 | 1  | +27 | 9 |
| Švédsko  | 3 | 2 | 0  | 0  | 1 | 5  | 13 | −8  | 6 |
| Česko    | 3 | 1 | 0  | 0  | 2 | 6  | 15 | −9  | 3 |
| Japonsko | 3 | 0 | 0  | 0  | 3 | 3  | 13 | −10 | 0 |

| 1. ledna 2011 16:00 | USA | 11–0 (2–0, 5–0, 4–0) | Česko | Stora Mossen Návštěvnost: 158 |  |

| Report |       |        |        |
| 8 min  | 8 min | Tresty | 18 min |
| 75     | 75    | Střely | 8      |

| 1. ledna 2011 19:30 | Švédsko | 2–1 (1–1, 1–0, 0–0) | Japonsko | Stora Mossen Návštěvnost: 207 |  |

| Report |        |        |       |
| 10 min | 10 min | Tresty | 4 min |
| 41     | 41     | Střely | 19    |

| 2. ledna 2011 16:00 | Japonsko | 1–7 (1–2, 0–2, 0–3) | USA | Stora Mossen Návštěvnost: 114 |  |

| Report |        |        |       |
| 10 min | 10 min | Tresty | 4 min |
| 7      | 7      | Střely | 76    |

| 2. ledna 2011 19:30 | Švédsko | 3–2 (1–1, 1–1, 1–0) | Česko | Stora Mossen Návštěvnost: 227 |  |

| Report |        |        |        |
| 12 min | 12 min | Tresty | 10 min |
| 42     | 42     | Střely | 28     |

| 4. ledna 2011 16:00 | Česko | 4–1 (1–1, 2–0, 1–0) | Japonsko | Stora Mossen Návštěvnost: 53 |  |

| Report |       |        |        |
| 6 min  | 6 min | Tresty | 12 min |
| 43     | 43    | Střely | 25     |

| 4. ledna 2011 19:30 | USA | 10–0 (4–0, 3–0, 3–0) | Švédsko | Stora Mossen Návštěvnost: 403 |  |

| Report |        |        |        |
| 10 min | 10 min | Tresty | 14 min |
| 55     | 55     | Střely | 4      |

## O udržení
- Hráno na dva vítězné zápasy.

| 5. ledna 2011 12:00 | Švýcarsko | 4–0 (0–0, 2–0, 2–0) | Japonsko | Husby Ishall Návštěvnost: 67 |  |

| Report |        |        |       |
| 12 min | 12 min | Tresty | 8 min |
| 35     | 35     | Střely | 28    |

| 7. ledna 2011 17:30 | Japonsko | 5–1 (0–1, 3–0, 2–0) | Švýcarsko | Husby Ishall Návštěvnost: 68 |  |

| Report |        |        |       |
| 12 min | 12 min | Tresty | 4 min |
| 30     | 30     | Střely | 27    |

| 8. ledna 2011 12:00 | Švýcarsko | 5–1 (1–0, 3–1, 1–0) | Japonsko | Husby Ishall Návštěvnost: 58 |  |

| Report |        |        |       |
| 10 min | 10 min | Tresty | 8 min |
| 35     | 35     | Střely | 22    |

 Japonsko sestoupilo do 1. divize na Mistrovství světa v ledním hokeji žen do 18 let 2012.

## Playoff

### Čtvrtfinále
| 5. ledna 2011 15:30 | Německo | 1–3 (0–0, 0–1, 1–2) | Česko | Stora Mossen Návštěvnost: 81 |  |

| Report |        |        |        |
| 37 min | 37 min | Tresty | 10 min |
| 23     | 23     | Střely | 39     |

| 5. ledna 2011 19:00 | Švédsko | 2–3 P (0–0, 1–2, 1–0) (prodl. 0–1) | Finsko | Stora Mossen Návštěvnost: 202 |  |

| Report |        |        |        |
| 14 min | 14 min | Tresty | 14 min |
| 31     | 31     | Střely | 37     |

### Semifinále
| 7. ledna 2011 15:30 | Kanada | 6–1 (2–0, 3–0, 1–1) | Finsko | Stora Mossen Návštěvnost: 157 |  |

| Report |       |        |        |
| 8 min  | 8 min | Tresty | 12 min |
| 64     | 64    | Střely | 11     |

| 7. ledna 2011 19:00 | USA | 14–1 (2–1, 5–0, 7–0) | Česko | Stora Mossen Návštěvnost: 152 |  |

| Report |       |        |        |
| 4 min  | 4 min | Tresty | 10 min |
| 61     | 61    | Střely | 7      |

### O 5. místo
| 7. ledna 2011 12:00 | Německo | 0–2 (0–2, 0–0, 0–0) | Švédsko | Stora Mossen Návštěvnost: 147 |  |

| Report |       |        |       |
| 4 min  | 4 min | Tresty | 8 min |
| 28     | 28    | Střely | 25    |

### O 3. místo
| 8. ledna 2011 15:30 | Česko | 0–3 (0–1, 0–2, 0–3) | Finsko | Stora Mossen Návštěvnost: 180 |  |

| Report |       |        |       |
| 8 min  | 8 min | Tresty | 6 min |
| 26     | 26    | Střely | 33    |

### Finále
| 8. ledna 2011 19:00 | USA | 5–2 (2–0, 2–2, 1–0) | Kanada | Stora Mossen Návštěvnost: 436 |  |

| Report |       |        |       |
| 2 min  | 2 min | Tresty | 6 min |
| 30     | 30    | Střely | 16    |

## Konečné umístění
| Zlatá medaile    | USA       |
| Stříbrná medaile | Kanada    |
| Bronzová medaile | Finsko    |
| 4.               | Česko     |
| 5.               | Švédsko   |
| 6.               | Německo   |
| 7.               | Švýcarsko |
| 8.               | Japonsko  |

## 1. divize
Hráno v ruském Dmitrovu od 28. března do 3. dubna 2011.
| Tým        | Z | V | VP | PP | P | VG | IG | B  |
| ---------- | - | - | -- | -- | - | -- | -- | -- |
| Rusko      | 5 | 5 | 0  | 0  | 0 | 44 | 2  | 15 |
| Slovensko  | 5 | 4 | 0  | 0  | 1 | 19 | 11 | 12 |
| Rakousko   | 5 | 3 | 0  | 0  | 2 | 19 | 14 | 9  |
| Norsko     | 5 | 2 | 0  | 0  | 3 | 16 | 11 | 6  |
| Francie    | 5 | 1 | 0  | 0  | 4 | 5  | 25 | 3  |
| Kazachstán | 5 | 0 | 0  | 0  | 5 | 8  | 48 | 0  |

 Rusko postoupilo mezi elitu na Mistrovství světa v ledním hokeji žen do 18 let 2012